# Trude Dybendahl
Trude Dybendahl (* 8. Januar 1966 in Drammen; † 23. August 2024) war eine norwegische Skilangläuferin. Ihre größten Erfolge waren der Weltmeistertitel 1991 und der Gewinn von drei olympischen Silbermedaillen. Zudem war sie 19-fache norwegische Meisterin.

## Werdegang
Dybendahl gab ihr Debüt im Skilanglauf-Weltcup am 2. März 1986. Im Jahr zuvor hatte sie bei den Norwegischen Meisterschaften 1985 mit der Staffel ihren ersten nationalen Titel gewonnen. Bei den Juniorenweltmeisterschaften 1986 in Lake Placid holte sie Gold mit der Staffel. Bei den Olympischen Winterspielen 1988 in Calgary gewann sie gemeinsam mit Marit Mikkelsplass, Anne Jahren und Marianne Dahlmo die Silbermedaille in der Staffel über 4 mal 10 km. 1989 gewann sie im Sprint auch ihren ersten nationalen Einzeltitel. Ein Jahr später gewann sie am 14. Januar 1990 in Moskau ihren ersten Weltcup-Sprint über 7,5 km. Im März feierte Dybendahl in Örnsköldsvik und Vang zwei weitere Weltcupsiege. Mit Rang drei im Gesamtweltcup erreichte sie in der Saison 1989/90 das beste Saisonresultat ihrer Karriere.
Bei den Nordischen Skiweltmeisterschaften 1991 im Val di Fiemme sicherte Dybendahl sich den Weltmeistertitel über 5 km im klassischen Stil. Zudem gewann sie Silber über 15 km und Bronze mit der Staffel. Bei ihren zweiten Olympischen Winterspielen 1992 in Albertville gewann Dybendahl erneut Silber mit der norwegischen Langlauf-Staffel. Erstmals trat sie auch bei den Einzeldisziplinen an. Ihr bestes Einzelresultat war Rang acht über 15 km. Ein Jahr später startete Dybendahl bei den Weltmeisterschaften 1993 im schwedischen Falun. Ihren Titel aus dem Jahr 1991 konnte sie nicht verteidigen und erzielte lediglich zwei Bronzemedaillen. Im März 1993 feierte Dybendahl in Lillehammer ihren fünften Weltcupsieg.
In die Weltcup-Saison 1993/94 startete Dybendahl schwach, schaffte aber problemlos die Qualifikation für die Olympischen Winterspiele 1994 in Lillehammer. Gemeinsam mit Inger Helene Nybråten, Anne Jahren und Marit Mikkelsplass gewann sie in der Staffel ihre dritte olympische Silbermedaille. In den Einzelrennen ging sie erneut leer aus. Nach den Spielen heiratete sie den Skilangläufer Ebbe Hartz und nahm dessen Namen als Doppelnamen an. Im November 1994 nahm Dybendahl-Hartz erstmals am Skilanglauf-Continental-Cup teil und wurde in Beitostølen Vierte. Sie verblieb aber trotz immer schwächer werdender Ergebnisse weiter im Weltcup-Kader. Bei den Weltmeisterschaften 1995 in Thunder Bay blieb sie erstmals ohne eine Medaille. Am 18. Dezember 1996 gewann sie in Oberstdorf ihren sechsten Weltcup. Im gleichen Winter gelang Dybendahl-Hartz in Sunne auch der siebente und letzte Weltcupsieg. Im Weltcup 1996/97 konnte sie so am Ende noch einmal Rang fünf im Sprintweltcup erreichen. Bei ihren vierten und letzten Olympischen Winterspielen 1998 startete die nunmehr 32-jährige Dybendahl-Hartz noch einmal in den Einzeldisziplinen, blieb dabei jedoch chancenlos und musste schlussendlich über die 30-km-Distanz das Rennen vorzeitig abbrechen. Mit dem Ende der Saison 1997/98 beendete sie ihre aktive Weltcup-Karriere, startete aber weiter national und international bei Langlaufveranstaltungen.
Bei den Norwegischen Meisterschaften 1999 startete sie noch einmal in der Staffel und sicherte sich einen weiteren nationalen Titel. Insgesamt gewann sie damit auf nationaler Ebene 19 Gold-, elf Silber- und acht Bronzemedaillen.
Dybendahl ließ sich nach dem Ende ihrer Karriere scheiden und nahm ihren Geburtsnamen wieder an. Sie wurde Ski- und Mentaltrainerin und gründete die Trude Dybendahl AS, ein Unternehmen, zu dem eine Skischule und ein Beratungsunternehmen für die Entwicklung von Talenten gehören. Mit ihrer Skischule war sie im Winter wie auch im Sommer aktiv. 2007 veröffentlichte sie das Buch Større Skiglede med Bedre Teknikk, welches im Kagge Forlag erschien. Zudem veröffentlichte sie mehrere DVDs mit Trainingsvideos. Bereits während ihrer aktiven Zeit engagierte sich Dybendahl karitativ und wurde 1990 vom Norwegischen Roten Kreuz ausgezeichnet.
Dybendahl starb Ende August 2024 im Alter von 58 Jahren. Aus ihrer Beziehung zu Ebbe Hartz waren zwei Söhne hervorgegangen.

## Erfolge

### Norwegische Meisterschaften
- 1982: Silber mit der Staffel
- 1983: Silber mit der Staffel
- 1985: Gold mit der Staffel
- 1986: Gold mit der Staffel
- 1987: Silber mit der Staffel
- 1988: Gold mit der Staffel
- 1989: Gold über 5 km, Gold mit der Staffel, Bronze über 10 km
- 1990: Gold über 30 km, Gold mit der Staffel, Silber über 5 km, Silber über 10 km
- 1991: Gold über 5 km, Gold über 30 km, Gold mit der Staffel, Bronze über 10 km
- 1992: Gold über 5 km, Gold mit der Staffel, Bronze über 10 km, Bronze über 15 km, Bronze über 30 km
- 1993: Gold über 5 km, Gold mit der Staffel, Silber über 10 km, Silber über 15 km
- 1994: Gold mit der Staffel, Silber über 5 km
- 1995: Silber über 15 km, Bronze über 10 km, Bronze über 30 km
- 1996: Gold mit der Staffel, Silber über 5 km, Bronze über 10 km
- 1997: Gold mit der Staffel, Silber über 15 km
- 1998: Gold mit der Staffel
- 1999: Gold mit der Staffel

### Weltcupsiege im Einzel
| Nr. | Datum             | Ort           | Disziplin                        |
| --- | ----------------- | ------------- | -------------------------------- |
| 1.  | 14. Januar 1990   | Moskau        | 7,5 km klassisch Individualstart |
| 2.  | 10. März 1990     | Örnsköldsvik  | 10 km klassisch Individualstart  |
| 3.  | 17. März 1990     | Vang          | 10/10 km Verfolgung              |
| 4.  | 12. Februar 1991  | Val di Fiemme | 5 km klassisch Individualstart 1 |
| 5.  | 9. März 1993      | Lillehammer   | 5 km klassisch Individualstart   |
| 6.  | 18. Dezember 1996 | Oberstdorf    | 10 km klassisch Individualstart  |
| 7.  | 11. März 1997     | Sunne         | 1 km Sprint Freistil             |

## Platzierungen im Weltcup

### Weltcup-Gesamtplatzierungen
| Saison  | Gesamt | Gesamt | Langdistanz | Langdistanz | Sprint | Sprint |
| Saison  | Punkte | Platz  | Punkte      | Platz       | Punkte | Platz  |
| ------- | ------ | ------ | ----------- | ----------- | ------ | ------ |
| 1985/86 | 11     | 27.    | –           | –           | –      | –      |
| 1986/87 | 10     | 32.    | –           | –           | –      | –      |
| 1987/88 | 44     | 12.    | –           | –           | –      | –      |
| 1988/89 | 31     | 15.    | –           | –           | –      | –      |
| 1989/90 | 136    | 3.     | –           | –           | –      | –      |
| 1990/91 | 88     | 6.     | –           | –           | –      | –      |
| 1991/92 | 87     | 7.     | –           | –           | –      | –      |
| 1992/93 | 396    | 6.     | –           | –           | –      | –      |
| 1993/94 | 319    | 9.     | –           | –           | –      | –      |
| 1994/95 | 290    | 10.    | –           | –           | –      | –      |
| 1995/96 | 235    | 14.    | –           | –           | –      | –      |
| 1996/97 | 334    | 9.     | 44          | 19.         | 225    | 5.     |
| 1997/98 | 333    | 8.     | 89          | 13.         | 244    | 6      |